# Muruhattjärnen
Muruhattjärnen är en sjö i Strömsunds kommun i Jämtland och ingår i Ångermanälvens huvudavrinningsområde. Sjön har en area på 0,296 kvadratkilometer och ligger 537,2 meter över havet.

## Delavrinningsområde
Muruhattjärnen ingår i det delavrinningsområde (714814-141341) som SMHI kallar för Utloppet av Murusjöen. Medelhöjden är 617 meter över havet och ytan är 128,95 kvadratkilometer. Räknas de 3 avrinningsområdena uppströms in blir den ackumulerade arean 344,71 kvadratkilometer. Muruån som avvattnar avrinningsområdet har biflödesordning 3, vilket innebär att vattnet flödar genom totalt 3 vattendrag innan det når havet efter 307 kilometer. Avrinningsområdet består mestadels av skog (29 procent) och kalfjäll (65 procent). Avrinningsområdet har 3,42 kvadratkilometer vattenytor vilket ger det en sjöprocent på 2,6 procent.